# Красноногий погоныш
Красноногий погоныш (лат. Zapornia fusca) — вид птиц из семейства пастушковых. Занесен в Красную книгу России.

## Описание
Масса тела красноногого погоныша в среднем составляет около 90 г, а общая длина тела может достигать от 23 до 28 см. Длина крыла - 15 см, хвоста - 5,3 см, а клюва - около 2 см. Имеет короткий конусообразный клюв и длинные тонкопалые ноги, окрашенные в ярко-красный цвет.  Часть головы, шея и нижняя часть тела птицы имеют охристо-красный оттенок оперения. Оперение на спине и боках обычно бурого оттенка. Роговица глаз также ярко-красная, у взрослых птиц окологлазное кольцо свинцово-серое с красным ободком.

## Распространение
Водится в заболоченных участках в долинах нижнего течения рек и небольших озерцах на юге Азии от Индии на восток до юга Китая, Японии и Индонезии. Также известна как залётная птица в Австралии на территории о. Рождества. В России проживает на юго-западном побережье полуострова Крильон на Сахалине. 

## Гнездование
Красноногий погоныш гнездится в засушливых районах на земле в болотной растительности. Гнездо сплетается из листьев осоки и подвешивается над землей. В кладке 6—9 яиц. Родители попеременно насиживают яйца, ожидая появления птенцов около 20 дней. Птенцы спустя несколько дней уже могут ходить на прогулки с мамой. 
Кормится побегами, ягодами и насекомыми, а также большими слизнями и личинками. 